# Liste der Boxweltmeister im Strohgewicht
Diese Liste der Boxweltmeister im Strohgewicht bietet eine Übersicht über alle Boxweltmeister der vier anerkannten und aktuell tätigen Weltverbände (WBC, WBA, IBF, WBO) in separaten Tabellen und chronologischen Reihenfolgen je nach Verband im Strohgewicht. Die WBA-Superchampions sind sowohl in der chronologischen WBA-Tabelle als auch in einer separaten Tabelle gelistet. Der Status des Superchampions der WBA ist höher gereiht als der des regulären. Daher ist der WBA-Superchampion der eigentliche Weltmeister. Die WBO gehört erst seit 2007 zu den bedeutenden Verbänden.

## WBC
| Weltmeister             | Amt       |
| ----------------------- | --------- |
| Hiroki Ioka             | 1987–1988 |
| Napa Kiatwanchai        | 1988–1989 |
| Choi Jum-hwan           | 1989–1990 |
| Hideyuki Ōhashi         | 1990      |
| Ricardo López           | 1990–1999 |
| Wandee Singwancha       | 1999–2002 |
| Jose Antonio Aguirre    | 2000–2004 |
| Eagle Den Junlaphan     | 2004      |
| Isaac Bustos            | 2004–2005 |
| Katsunari Takayama      | 2005      |
| Eagle Den Junlaphan (2) | 2005–2007 |
| Oleydong Sithsamerchai  | 2007–2011 |
| Kazuto Ioka             | 2011–2012 |
| Xiong Zhao Zhong        | 2012–2014 |
| Oswaldo Novoa           | 2014      |
| Wanheng Menayothin      | seit 2014 |

## WBA
| Weltmeister               | Amt       |
| ------------------------- | --------- |
| Leo Gámez                 | 1988–1989 |
| Bong Jun Kim              | 1989–1991 |
| Choi Hi-yong              | 1991–1992 |
| Hideyuki Ōhashi           | 1992–1993 |
| Chana Porpaoin            | 1993–1995 |
| Rosendo Álvarez           | 1995–1998 |
| Ricardo López             | 1998–1999 |
| Noel Arambulet            | 1999–2000 |
| Joma Gamboa               | 2000      |
| Keitarō Hoshino           | 2000–2001 |
| Chana Porpaoin (2)        | 2001      |
| Yutaka Niida              | 2001      |
| Keitarō Hoshino (2)       | 2002      |
| Noel Arambulet (2)        | 2002–2004 |
| Yutaka Niida (2)          | 2004–2008 |
| Roman Gonzalez            | 2008–2010 |
| Kwanthai Sithmorseng      | 2010–2011 |
| Muhammad Rachman          | 2011      |
| Pornsawan Kratingdaenggym | 2011      |
| Akira Yaegashi            | 2011–2012 |
| Kazuto Ioka               | 2012      |
| Ryo Miyazaki              | 2012–2013 |
| Hekkie Budler             | 2014–2016 |
| Byron Rojas               | 2016      |
| Knockout CP Freshmart     | seit 2016 |

### WBA-Superchampion
| Weltmeister   | Amt  |
| ------------- | ---- |
| Hekkie Budler | 2016 |
| Byron Rojas   | 2016 |

## IBF
| Weltmeister                | Amt       |
| -------------------------- | --------- |
| Kyung Yun Lee              | 1987      |
| Samuth Sithnaruepol        | 1988–1989 |
| Nico Thomas                | 1989      |
| Eric Chavez                | 1989–1990 |
| Fahlan Sakkreerin          | 1990–1992 |
| Manny Melchor              | 1992      |
| Ratanapol Sor Vorapin      | 1992–1996 |
| Ratanapol Sor Vorapin (2)  | 1996–1997 |
| Zolani Petelo              | 1997–2001 |
| Roberto Carlos Leyva       | 2001–2002 |
| Miguel Barrera             | 2002–2003 |
| Edgar Cardenas             | 2003      |
| Daniel Reyes               | 2003–2004 |
| Muhammad Rachman           | 2004–2007 |
| Florante Condes            | 2007–2008 |
| Raúl García                | 2008–2010 |
| Nkosinathi Joyi            | 2010–2012 |
| Mario Rodríguez            | 2012–2013 |
| Katsunari Takayama         | 2013–2014 |
| Francisco Rodríguez junior | 2014      |
| Katsunari Takayama (2)     | 2014–2015 |
| José Argumedo              | 2015–2017 |
| Hiroto Kyoguchi            | 2017–2018 |
| Carlos Licona              | 2018–2019 |
| Deejay Kriel               | seit 2019 |

## WBO
| Weltmeister                | Amt       |
| -------------------------- | --------- |
| Rafael Torres              | 1989–1993 |
| Paul Weir                  | 1993      |
| Alex Sanchez               | 1993–1997 |
| Ricardo López              | 1997–1998 |
| Eric Jamili                | 1997–1998 |
| Kermin Guardia             | 1998–2001 |
| Jorge Mata                 | 2002–2003 |
| Eduardo Ray Marquez        | 2003      |
| Iván Calderón              | 2003–2007 |
| Donnie Nietes              | 2007–2011 |
| Raúl García                | 2011      |
| Moises Fuentes             | 2011–2013 |
| Merlito Sabillo            | 2013–2014 |
| Francisco Rodríguez junior | 2014      |
| Katsunari Takayama         | 2014–2015 |
| Kōsei Tanaka               | 2015–2016 |
| Katsunari Takayama (2)     | 2016–2017 |
| Tatsuya Fukuhara           | 2017      |
| Ryuya Yamanaka             | 2017      |
| Vic Saludar                | seit 2018 |